# عسل‌خوار سولاوسی
عسل‌خوار سولاوسی (نام علمی: Myzomela chloroptera) نام یک گونه از سرده عسل‌خوارهای کوتوله است.